# 倉岡彥助

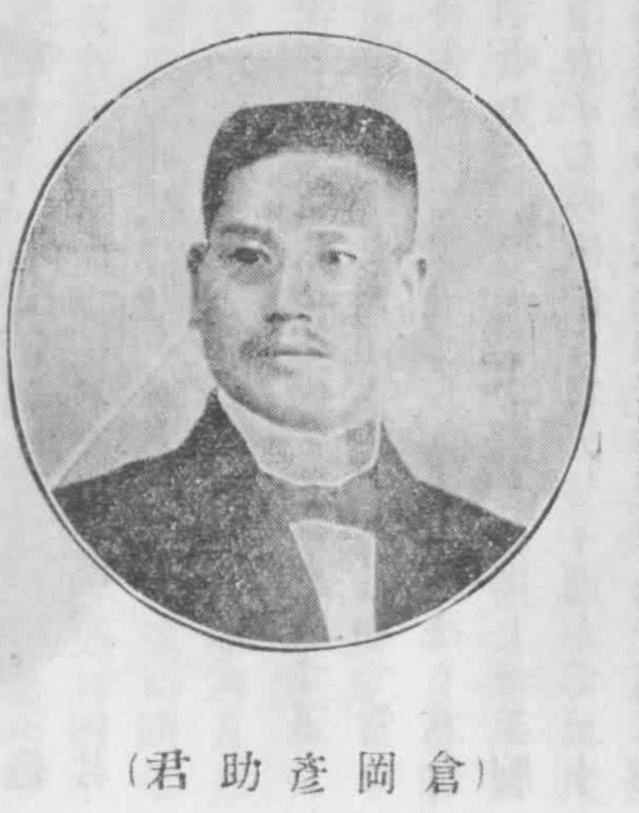
倉岡彥助

倉岡彥助（日语：／ Kuraoka Hikosuke */?，1876年11月—1941年1月3日），日本福岡縣人，醫學家，臺灣總督府醫學校講師。

## 生平
倉岡彥助在1876年11月出生於福岡縣三井郡立石村（今福岡縣小郡市），為士族倉岡圭山二男:239，1904年自東京帝國大學醫科大學畢業，任該大學附屬醫院勤務及內務省傳染病研究所技手:239。1906年8月赴臺灣擔任臺灣總督府防疫事務官及臺灣總督府專賣局技師:239，處理鼠疫的防疫工作，並於1908年底發表鼠疫與跳蚤傳播關係之研究報告，人稱「鼠博士」。1918年2月15日與臺灣總督府研究所所長高木友枝等二人赴福州、汕頭、廈門等地考察衛生，4月4日返臺。1920年被派赴歐美各國考察西班牙流感，1922年1月10日獲授東京帝國大學醫學博士學位，並於3月接替下瀨謙太郎擔任臺北醫院（今國立臺灣大學醫學院附設醫院）院長。
1926年2月，倉岡與醫學家山口謹爾一同加入藝術團體「黑壺會」，隔年以一幅靜物素描〈壺〉第一回臺灣美術展覽會（簡稱臺展）。1935年辭去臺北醫院院長一職，並參加第一回市會及街庄協議會員選舉，當選為臺北市會議員。1941年1月3日因腦溢血病逝於川端町自宅，死後在東石郡朴子街（今嘉義縣朴子市）建立「鼠疫撲滅碑」以表彰其防治鼠疫之功績。

## 榮典

### 勳等
- 1922年3月13日 - 高等官二等[14]
- 1925年7月19日 - 從四位[15]
- 1929年3月30日 - 高等官一等[16]

### 勳章
- 1920年6月12日 - 勳五等瑞寶章[17]
- 1922年12月23日 - 勳四等瑞寶章[18]
- 1934年1月9日 - 勳二等瑞寶章[19]